# Per Gjelten
Per Gjelten (* 5. Dezember 1927 in Trondheim; † 25. Januar 1991 in Trondheim) war ein norwegischer Skilangläufer und Nordischer Kombinierer.
Gjelten, der für den Slemmestad IF startete, belegte bei den nordischen Skiweltmeisterschaften 1950 in Lake Placid den 43. Platz über 18 km und den neunten Rang in der Nordischen Kombination. Im folgenden Jahr siegte er bei den Svenska Skidspelen in Sundsvall in der Nordischen Kombination. Bei seiner einzigen Olympiateilnahme im Februar 1952 in Oslo errang er den 20. Platz über 18 km und den fünften Platz in der Nordischen Kombination. Im selben Jahr wurde er norwegischer Meister in der Nordischen Kombination. Zudem wurde er im Jahr 1953 bei den norwegischen Meisterschaften Zweiter und im Jahr 1956 Dritter. Im Jahr 1953 errang er bei den Svenska Skidspelen den zweiten Platz in der Nordischen Kombination. Seine letzten internationalen Wettbewerbe absolvierte er bei den nordischen Skiweltmeisterschaften 1954 in Falun. Dort lief er auf den 48. Platz über 15 km und belegte den vierten Rang in der Nordischen Kombination.